# ハイジアパーク南陽

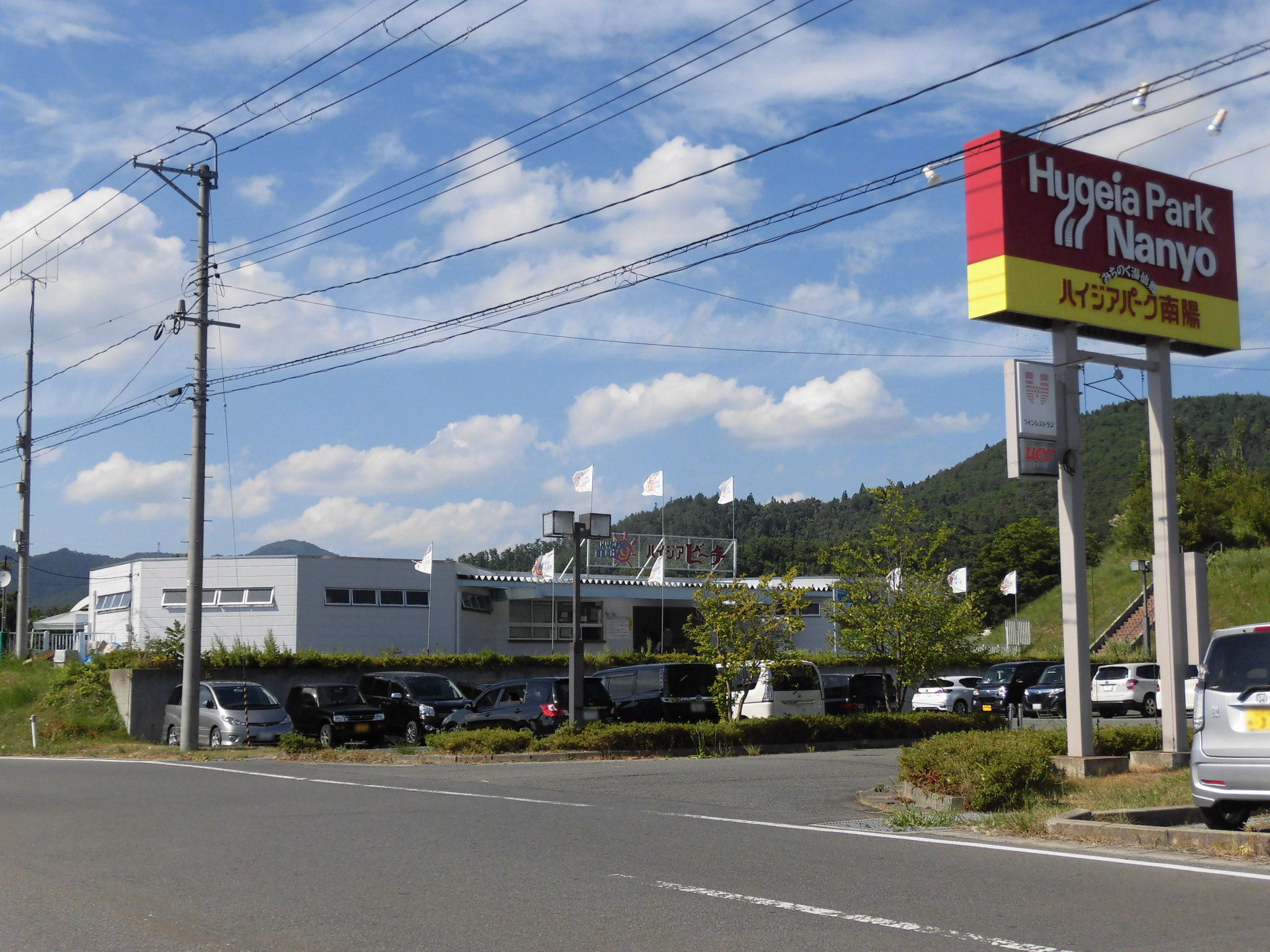
ハイジアパーク南陽

ハイジアパーク南陽（ハイジアパークなんよう）は、山形県南陽市にあったリゾート施設。

## 概要
1992年（平成4年）8月、置賜盆地を一望する丘陵地にオープンした。
7種類のお風呂があるハイジアの湯の他、展望レストラン、南陽座、研修室などがある。国道13号沿いをはじめ、至るところにハイジアパーク南陽の誘導看板が存在する。2021年3月31日に閉館、全営業を終了した。
閉館後、南陽市と山形県山形市出身のデザイナーである奥山清行が代表を務める会社と協定を結び、土地、建物、付属する設備や構築物、備品を1万1,000円で譲渡し、宿泊施設四季南陽としてリニューアルすることが発表された。四季南陽については、2023年（令和5年）9月頃の営業開始を目指していたが、建築資材の高騰により文化施設については2023年秋頃、宿泊施設についてはそこから3年程度延期されることになった。その後、2023年8月に改修中の建物からアスベストが検出され計画が頓挫した。
2024年（令和6年）5月、南陽市と事業会社は温泉リゾート開発の断念を発表した。

## 経歴
- 1992年8月11日 - 南陽市の第三セクターとして設立された[1]。
- 2021年2月24日 ホームページより閉館を発表。
- 2021年3月31日 閉館とともに全営業を終了した。

## 所在地
- 住所：山形県南陽市上野1855-10

## 営業時間
- 10:00 - 21:30

## アクセス
- JR東日本奥羽本線赤湯駅から車で20分
- 駐車場あり（無料）